# Granato di gadolinio e gallio
Il granato di gadolinio e gallio (GGG, Gd3Ga5O12) è un materiale cristallino sintetico del gruppo del granato, con buone proprietà meccaniche, termiche e ottiche. È un materiale tipicamente incolore. Possiede un reticolo cubico, una densità di 7,08 g/cm3 e la sua durezza Mohs è variamente indicata tra i valori 6,5 e 7,5. I suoi cristalli vengono prodotti con il processo Czochralski. Durante la produzione, possono essere aggiunti vari droganti per la modifica del colore. Il materiale viene utilizzato anche nella fabbricazione di vari componenti ottici e come materiale di supporto per pellicole magneto-ottiche (memoria a bolle magnetiche) Trova anche impiego in gioielleria come simulante di diamanti. Il granato di gadolinio e gallio può essere utilizzato anche come substrato di semi per la crescita di altri granati come il granato di ferro e ittrio (YIG).